# Caitríona Balfe
Caitríona Balfe (Dublino, 4 ottobre 1979) è un'attrice e supermodella irlandese.
È nota principalmente con il ruolo di Claire Randall/Fraser nella serie televisiva Outlander, per la quale ha ricevuto quattro candidature al Golden Globe. Nel 2021 è stata lodata per la sua interpretazione nel film Belfast, a fianco di Jamie Dornan e Judi Dench, film che le frutta due candidature agli Screen Actors Guild Awards e al Critics Choice Award e una candidatura al Premio BAFTA e al Golden Globe nella sezione migliore attrice non protagonista.

## Biografia
Caitríona Balfe nasce a Dublino, Irlanda, da una famiglia numerosa composta da 6 fratelli. Figlia di un sergente della polizia e madre casalinga, Caitríona cresce nel villaggio di Tedavnet nei pressi di Monaghan, nella campagna irlandese. Ha iniziato la carriera di modella dopo essere stata scoperta da un agente mentre stava raccogliendo fondi di beneficenza in un centro commerciale.

### Carriera di modella
A 19 anni, dopo aver lavorato per pochi mesi come modella a Dublino, catturò l'attenzione di un talent scout di modelli Ford che le offrì la possibilità di lavorare per loro a Parigi. Prese parte a diverse sfilate d'apertura di vari marchi.

### Attrice
Come attrice è conosciuta soprattutto per il suo ruolo di Claire Fraser nella serie televisiva Outlander, per il quale ha vinto un BAFTA Scotland, due People's Choice Awards e due Saturn Awards, e ricevuto quattro nomination consecutive ai Golden Globe come miglior attrice in una serie drammatica. Nel 2021, affiancata da Jamie Dornan, è protagonista del film Belfast, scritto e diretto da Kenneth Branagh.

## Filmografia

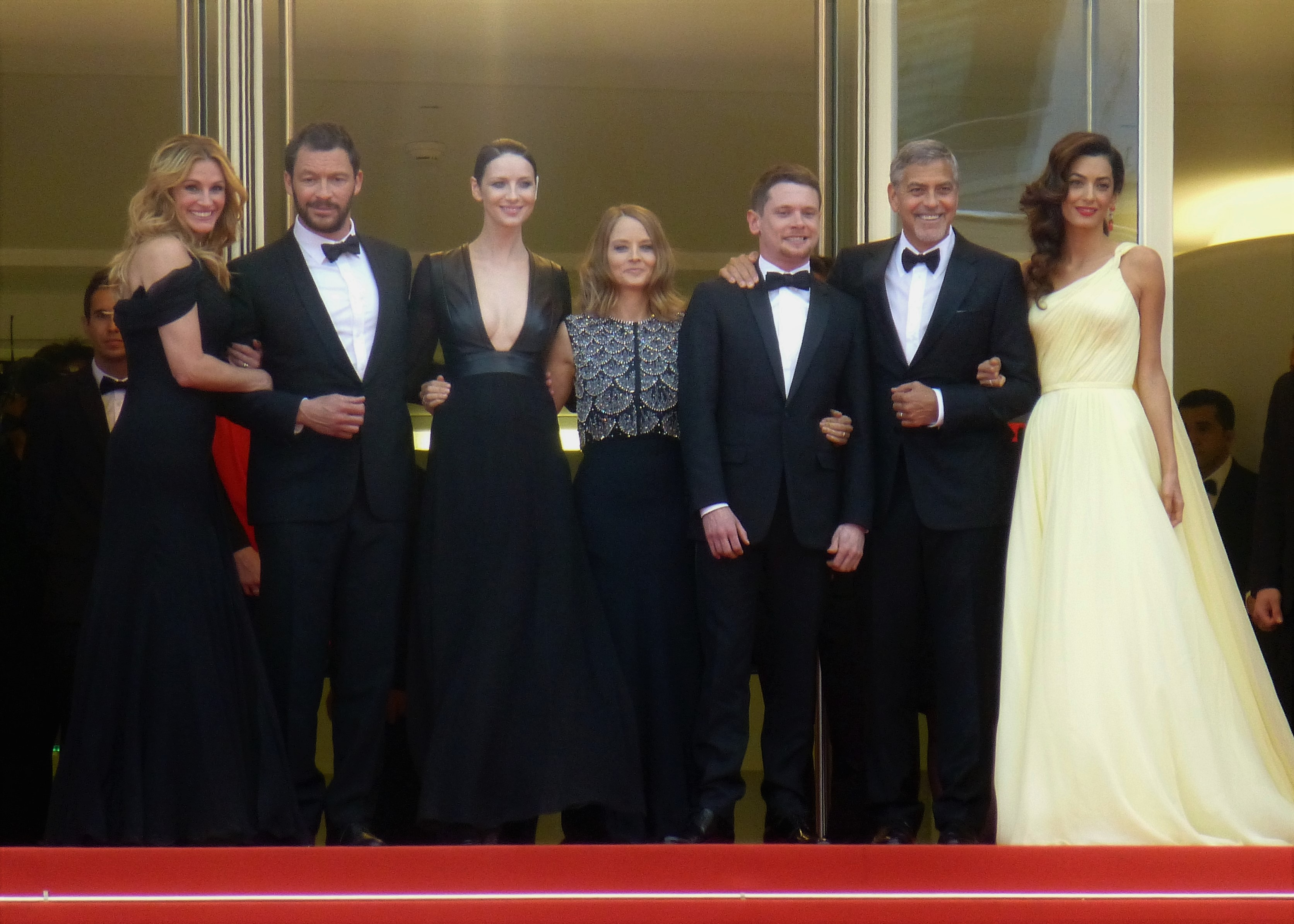
Julia Roberts, Dominic West, Caitriona Balfe, Jodie Foster, Jack O'Connell, George Clooney, Amal Clooney alla premiere del film Money Monster al Festival di Cannes 2016

### Attrice

#### Cinema
- Il diavolo veste Prada (The Devil Wears Prada), regia di David Frankel (2006)
- Super 8, regia di J. J. Abrams (2011)
- Lost Angeles, regia di Phedon Papamichael (2012)
- Now You See Me - I maghi del crimine (Now You See Me), regia di Louis Leterrier (2013)
- Crush, regia di Malik Bader (2013)
- Escape Plan - Fuga dall'inferno (Escape Plan), regia di Mikael Håfström (2013)
- The Price of Desire, regia di Mary McGuckian (2014)
- Money Monster - L'altra faccia del denaro (Money Monster), regia di Jodie Foster (2016)
- Le Mans '66 - La grande sfida (Ford v. Ferrari), regia di James Mangold (2019)
- Belfast, regia di Kenneth Branagh (2021)
- Operazione vendetta (The Amateur), regia di James Hawes (2025)

#### Televisione
- The Beauty Inside – serie TV, 5 episodi (2012)
- H+: The Digital Series – serie TV, 7 episodi (2012-2013)
- Outlander – serie TV, 42 episodi (2014-in corso)

### Doppiatrice
- Dark Crystal - La resistenza (The Dark Crystal: Age of Resistance) – serie TV, 9 episodi (2019)
- The Christmas Letter, regia di Kealan O’Rourke (2019) – cortometraggio

## Doppiatrici italiane
Nelle versioni in italiano delle opere in cui ha recitato, Caitriona Balfe è stata doppiata da:
- Chiara Gioncardi in Le Mans '66 - La grande sfida, Operazione vendetta
- Francesca Fiorentini in Outlander
- Claudia Catani in Money Monster - L'altra faccia del denaro
- Debora Magnaghi in Escape Plan - Fuga dall'inferno
- Stella Musy in Belfast

Da doppiatrice è sostituita da:
- Eleonora Reti in Dark Crystal - La resistenza

## Riconoscimenti
- Golden Globe
  - 2016 – Candidatura per la miglior attrice in una serie drammatica per Outlander
  - 2017 – Candidatura per la miglior attrice in una serie drammatica per Outlander
  - 2018 – Candidatura per la miglior attrice in una serie drammatica per Outlander
  - 2019 – Candidatura per la miglior attrice in una serie drammatica per Outlander
  - 2022 – Candidatura per la migliore attrice non protagonista per Belfast
- BAFTA Scotland
  - 2016 – Miglior attrice in una serie drammatica per Outlander
- British Academy Film Awards
  - 2022 – Candidatura per la migliore attrice non protagonista per Belfast
- British Independent Film Awards
  - 2021 – Candidatura per la miglior attrice non protagonista per Belfast
- Critics' Choice Movie Award
  - 2022 – Candidatura per il miglior cast corale per Belfast
  - 2022 – Candidatura per la miglior attrice non protagonista per Belfast
- Critics' Choice Television Awards[4]
  - 2025 – Candidatura per la miglior attrice protagonista per Outlander
- Irish Film and Television Award
  - 2015 – Candidatura per la miglior attrice emergente per Outlander
  - 2015 – Candidatura per la miglior attrice protagonista televisiva per Outlander
  - 2016 – Candidatura per la miglior attrice protagonista televisiva per Outlander
- People's Choice Awards
  - 2016 – Miglior attrice in una serie fantasy per Outlander
- Saturn Awards
  - 2015 – Miglior attrice protagonistaper Outlander
  - 2016 – Miglior attrice protagonista per Outlander
  - 2017 – Candidatura per la miglior attrice protagonista per Outlander
  - 2018 – Candidatura per la miglior attrice protagonista per Outlander
- Screen Actors Guild Award
  - 2022 – Candidatura per il miglior cast cinematografico per Belfast
  - 2022 – Candidatura per la migliore attrice non protagonista cinematografica per Belfast